# Peaceful Voice
Peaceful Voice（ピースフルボイス）は、日産自動車（日産・キューブ）の一社提供により、2009年1月から同年3月まで日本テレビ系列27局で放送していたミニ番組。

## 概要
- 「日産・キューブ」と「みんなのPeacefulな空間って何?」をテーマにした番組である。
- 放送された内容は、放送した翌週水曜日に番組ホームページに掲載される。
- 共通部分（オープニング、エンディングなどのフォーマット）以外は、エリアごとに内容が異なる。

## ネット局
基本的に、日本テレビ系列のローカル局で放送される。日本テレビ（NTV・関東広域圏）・中京テレビ（CTV・中京広域圏）・読売テレビ（ytv・近畿広域圏）および日本テレビ系列のテレビ局のない沖縄県では放送されない。また、各ブロックごとに制作幹事局が存在する。
| 放送対象地域   | 放送局                 | 放送曜日 | 放送時間      |
| -------------- | ---------------------- | -------- | ------------- |
| 北海道         | 札幌テレビ (STV)       | 毎週火曜 | 21:54 - 22:00 |
| 青森県         | 青森放送 (RAB)         | 毎週木曜 | 21:54 - 22:00 |
| 秋田県         | 秋田放送 (ABS)         | 毎週水曜 | 21:54 - 22:00 |
| 岩手県         | テレビ岩手 (TVI)       | 毎週日曜 | 23:24 - 23:30 |
| 山形県         | 山形放送 (YBC)         | 毎週火曜 | 21:54 - 22:00 |
| 宮城県         | ミヤギテレビ (MMT)     | 毎週木曜 | 21:54 - 22:00 |
| 福島県         | 福島中央テレビ (FCT)   | 毎週火曜 | 21:54 - 22:00 |
| 静岡県         | 静岡第一テレビ (SDT)   | 毎週火曜 | 21:54 - 22:00 |
| 山梨県         | 山梨放送 (YBS)         | 毎週日曜 | 20:54 - 21:00 |
| 新潟県         | テレビ新潟 (TeNY)      | 毎週日曜 | 21:54 - 22:00 |
| 長野県         | テレビ信州 (TSB)       | 毎週火曜 | 21:54 - 22:00 |
| 富山県         | 北日本放送 (KNB)       | 毎週日曜 | 21:54 - 22:00 |
| 石川県         | テレビ金沢 (KTK)       | 毎週火曜 | 21:54 - 22:00 |
| 福井県         | 福井放送 (FBC)         | 毎週土曜 | 10:15 - 10:20 |
| 鳥取県・島根県 | 日本海テレビ (NKT)     | 毎週水曜 | 21:54 - 22:00 |
| 広島県         | 広島テレビ (HTV)       | 毎週土曜 | 20:54 - 21:00 |
| 山口県         | 山口放送 (KRY)         | 毎週火曜 | 21:54 - 22:00 |
| 香川県・岡山県 | 西日本放送 (RNC)       | 毎週木曜 | 21:54 - 22:00 |
| 徳島県         | 四国放送 (JRT)         | 毎週日曜 | 23:24 - 23:30 |
| 高知県         | 高知放送 (RKC)         | 毎週木曜 | 21:54 - 22:00 |
| 愛媛県         | 南海放送 (RNB)         | 毎週月曜 | 21:54 - 22:00 |
| 福岡県         | 福岡放送 (FBS)         | 毎週月曜 | 21:54 - 22:00 |
| 長崎県         | 長崎国際テレビ (NIB)   | 毎週火曜 | 21:54 - 22:00 |
| 熊本県         | 熊本県民テレビ (KKT)   | 毎週土曜 | 22:54 - 23:00 |
| 大分県         | テレビ大分 (TOS)       | 毎週金曜 | 22:52 - 22:55 |
| 宮崎県         | テレビ宮崎 (UMK)       | 毎週日曜 | 09:57 - 10:00 |
| 鹿児島県       | 鹿児島読売テレビ (KYT) | 毎週土曜 | 21:54 - 22:00 |

1. 1 2 3  クロスネット局